# Thysanodonta diadema
Thysanodonta diadema is een slakkensoort uit de familie van de Calliostomatidae. De wetenschappelijke naam van de soort is voor het eerst geldig gepubliceerd in 2006 door Vilvens & Maestrati.